# Еваново (Псковский район)
Еваново — деревня в Краснопрудской волости Псковского района Псковской области России.
Расположена в 6 км к югу от волостного центра Кирово и в 45 км к югу от города Пскова.
Постоянное население по состоянию на 2000 год в деревне отсутствовало.